# باري كولير
باري كولير (بالإنجليزية: Barry Collier)‏ هو سياسي أسترالي، ولد في 5 ديسمبر 1949 في أستراليا. حزبياً، نشط في حزب العمال الأسترالي. وقد انتخب عضو الجمعية التشريعية نيو ساوث ويلز.